# بيتر شوبرت
بيتر شوبرت (بالألمانية: Peter Schubert)‏ هو مدرب كرة قدم ألماني، ولد في 14 يونيو 1966 في نيكارسولم في ألمانيا.